# Parabonzia bdelliformis
Parabonzia bdelliformis är en spindeldjursart som först beskrevs av Warren T. Atyeo 1958.  Parabonzia bdelliformis ingår i släktet Parabonzia och familjen Cunaxidae. Inga underarter finns listade i Catalogue of Life.